# Actinidia arisanensis
Actinidia arisanensis là một loài thực vật có hoa trong họ Dương đào. Loài này được Hayata mô tả khoa học đầu tiên năm 1911.